# Aemilia (Schiff)
Die Aemilia (in einigen Quellen auch Æmilia oder Amilia geschrieben) war ein 57-Kanonen-Linienschiff, das unter niederländischer Flagge segelte und dem berühmten Admiral Maarten Tromp als Flaggschiff während des Achtzigjährigen Krieges diente.

## Aufbau
Das Schiff wurde 1632 während des Achtzigjährigen Krieges für die Rotterdamer Admiralität von Jan Salomonszoon van den Tempel gebaut und war in dieser Zeit für einen längeren Zeitraum das größte Kriegsschiff der Marine der Niederländer. Die drei Masten waren mit insgesamt sieben Rahsegeln ausgestattet – am hinteren Mast befand sich zudem ein Lateinersegel. Der Bugspriet führte die Blinde und Bouvenblinde.
Die Bewaffnung befand sich auf den zwei Batteriedecks, sowie auf dem Halbdeck, der Back und der Hütte. Der Heckspiegel war mit zwei hölzernen menschlichen Figuren verziert, die das gekrönte Wappen der Amalia von Oranien hielten. In der Frühen Neuzeit war es üblich den Namen des Schiffes in Symbolen zu verschlüsseln. Die Galionsfigur war, wie bei vielen niederländischen Kriegsschiffen üblich, ein goldfarbener Löwe – das Wappentier der Niederländer.

## Geschichte

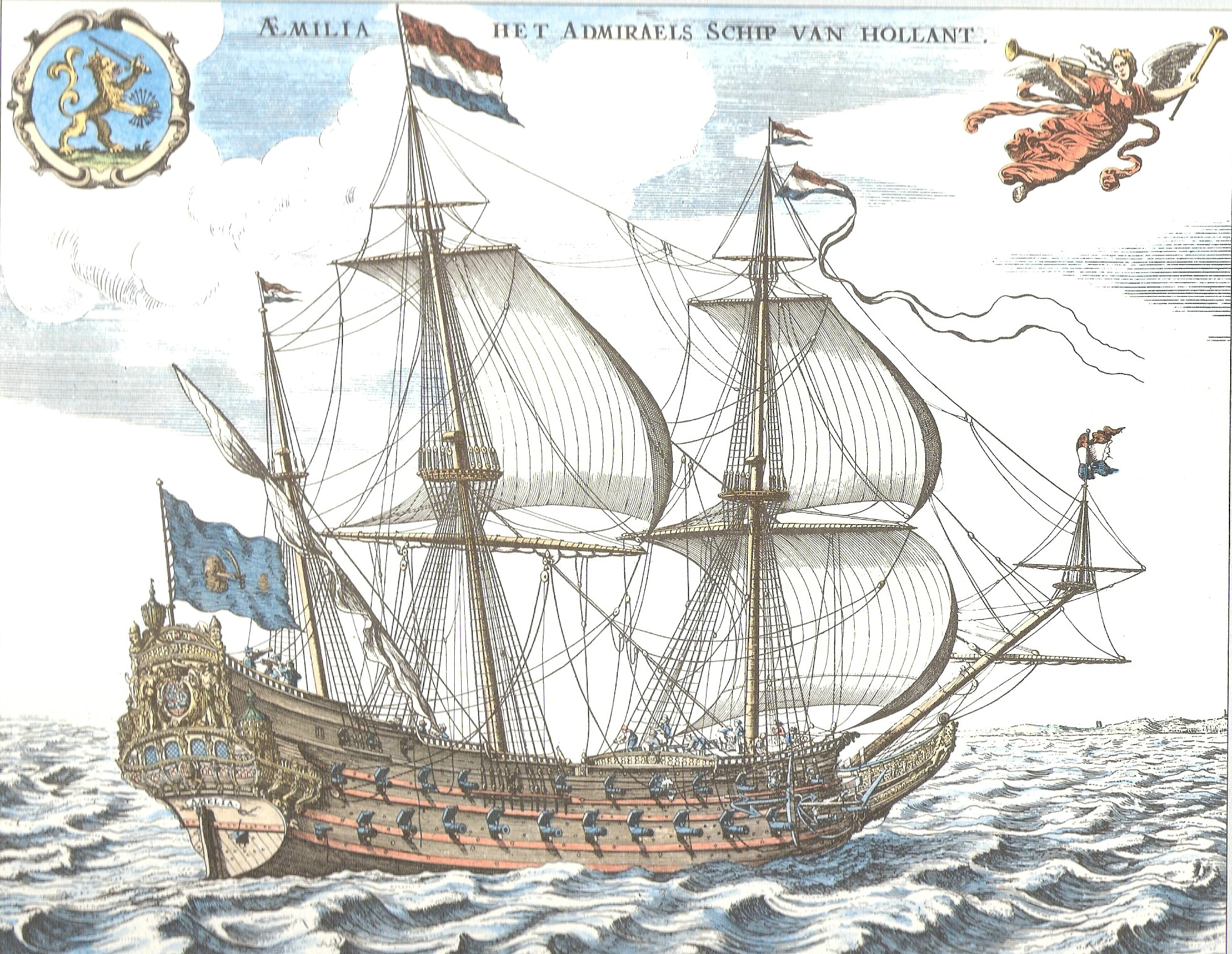
Die Aemilia, Künstler:Willem van de Velde de Oude

Die Niederländer waren die Ersten, die ihre Flotten hochseetauglich machten und ihre Schiffe so konstruierten, dass sie in weiten Entfernungen zu operieren vermochten. Grund für diese Umstellung war die folgende Zielsetzung: Es ging um die Sicherung der eigenen Handelsflotte auf See, um weiterhin wichtige Handelsgüter zu beziehen und diese selber bewegen zu können. Ferner mussten bestimmte ausländische Häfen einer Blockade unterzogen werden, von denen aus regelmäßig feindliche Überfälle durch Freibeuter auf die eigenen Schiffe unternommen wurden. Darüber hinaus galt es, mögliche Invasionspläne der verfeindeten Spanier zu unterbinden, die in unregelmäßigen Abständen Versuche unternahmen, Invasionstruppen über die Nordsee in Richtung der niederländischen Provinzen zu steuern. Somit wurden die ersten größeren Schiffe gebaut, um die gesteckten Ziele verfolgen zu können.
Zu diesen neuen Schiffen gehörte auch die Aemilia, die für einen längeren Zeitraum das größte Kriegsschiff der Admiralitäten darstellte.
Überliefert ist die Teilnahme der Aemilia an der Seeschlacht bei den Downs am 31. Oktober 1639 vor der englischen Küste. Sie fungierte dabei als Flaggschiff für Admiral Maarten Tromp und unternahm zusammen mit einem Geschwader von Witte de With den ersten überlieferten, geschlossenen Angriff einer Flotte in Schlachtordnung, der fortan als Maßstab für Seeschlachten und Gefechte auf dem Wasser galt. Da die Niederländer ihre Angriffe auf die stärksten Schiffe der Spanier konzentrierten, zogen sich diese in die Downs im Ärmelkanal zurück. Die Niederländer stockten daraufhin durch Requirierungen ihre eigene Flotte mit Handelsschiffen und Brandern auf und setzten nach:
Die mit Reparaturarbeiten beschäftigen, immer noch bei den Downs vor Anker liegenden Spanier wurden überrascht und ließen ihre Schiffe auf Grund laufen oder unternahmen Durchbruchversuche in Richtung Dunkerque, als es erneut zu ersten Kampfhandlungen kam. Die Spanier, die zwischenzeitlich Teile ihrer Truppen auf englische Schiffe verlegt hatten, verloren in dieser Schlacht 40 ihrer 57 Schiffe, die Niederländer hingegen nur zehn. Die Aemilia ging erfolgreich aus dieser Schlacht hervor, die eine wichtige Schwächung der Spanier in ihren Invasionsplänen darstellte.
Das Schiff wurde 1647 von der Admiralität verkauft.